# Baiyankamys
A Baiyankamys az emlősök (Mammalia) osztályának rágcsálók (Rodentia) rendjébe, ezen belül az egérfélék (Muridae) családjába tartozó nem.
A Baiyankamys-fajok korábban a Hydromys nembe tartóztak.

## Rendszerezés
A nembe az alábbi 2 faj tartozik:
- hegyi mocsáripatkány (Baiyankamys habbema) (Tate & Archbold, 1941) - szinonimája: Hydromys habbema
- Baiyankamys shawmayeri (Hinton, 1943) - szinonimája: Hydromys shawmayeri